# Депортация из России граждан Грузии в 2006 году
Депортация из России граждан Грузии происходила во второй половине 2006 года в Санкт-Петербурге, Иванове, Калуге, Москве, Краснодаре. Депортация происходила в ходе дипломатического «шпионского скандала» между двумя странами. Согласно Human Rights Watch, депортации были «случайными и неразборчивыми», были совершены в рамках координированной кампании против грузин с многочисленными нарушениями их базовых прав и затронули множество граждан Грузии, которые легально проживали в России. В 2007 году Грузия подала иск в Европейский суд по правам человека, в 2014 году ЕСПЧ признал, что Россия во время своей массовой депортации грузин нарушила ряд статей Европейской конвенции по правам человека.
По данным консула Грузии Зураба Патарадзе, на начало ноября 2006 года из России было депортировано не менее 2680 грузинских граждан.

## Протесты правозащитных организаций
Правозащитные организации указывали на выявление подозреваемых по национальному признаку, нарушение судебных процедур, плохие условия временного задержания. 3 октября некоторые российские правозащитники отметили, что «призывы к депортациям грузинских граждан из России — направлены в первую очередь против самых незащищенных слоев населения и носят отчетливый характер коллективного наказания. (..) призыв депутата Госдумы Алксниса к „массовой депортации“ грузин-нелегалов — все это откровенное подстрекательство к нарушению международного права, прикрытое депутатской неприкосновенностью».
Европейская комиссия по борьбе с расизмом и нетерпимостью 15 декабря выразила глубокую озабоченность событиями, касающимися граждан Грузии и российских граждан грузинского происхождения в РФ.

## Смерти
На декабрь 2006 года в спецприёмниках Петербурга и Москвы умерло два гражданина Грузии, Тенгиз Тогонидзе, 48 лет, и Манана Джабелия, 50 лет. Также 27 января 2007 года в центре временного содержания в Саратовской области умер З. Музашвили; о смерти Л. Кукавы в декабре 2006 года существуют противоречивые данные.

## Судебное разбирательство
26 марта 2007 года Грузия подала в Европейский суд по правам человека жалобу на Россию, в действиях которой заявитель усмотрел нарушения статей 3, 5, 8, 13, 18 ЕКПЧ, статей 1 и 2 протокола № 1 к ЕКПЧ, статьи 4 протокола № 4 к ЕКПЧ, статьи 1 протокола № 7 к ЕКПЧ. Суд провел первые слушания по делу 16 апреля 2009 года.
В июле 2014 года суд вынес постановление, по которому Россия своими действиями во время депортации грузин нарушила ряд статей Европейской конвенции по правам человека.
В 2015 году Грузия определила размер компенсации, которую она желает получить от России — 70,32 млн евро.
В 2019 году Европейский суд по правам человека постановил, что депортация затронула не менее 1500 граждан Грузии. 10 миллионов евро по решению ЕСПЧ должны быть распределены между пострадавшими. Каждый, кто был депортирован, получит по 2 тысячи евро. Те, кто был незаконно лишён свободы и его условия содержания под стражей были нарушены, получат от 10 тысяч до 15 тысяч евро. По состоянию на июнь 2022 года Россия не заплатила в счёт этой компенсации ничего.